# Cevio
Cevio est une commune suisse du canton du Tessin, située dans le district de Vallemaggia.

## Histoire

Photo aérienne (1954).

Le 22 octobre 2006, les anciennes communes de Cavergno et Bignasco ont fusionné au sein de Cevio.
Dans la nuit du 29 au 30 juin 2024, le pont Visletto, qui traverse la rivière Maggia, s'est effondré en raison des intempéries. Situé dans la commune à la via Valmaggina, mais à l'aval des habitations et du centre ville, cela a eu pour conséquence de couper l'accès routier, ainsi que toutes les communes en amont de Cevio, comme Bignasco, Lavizzara, Linescio, Cerentino et Bosco/Gurin. Depuis le 3 juillet, certains véhicules pas trop lourds ni trop larges peuvent provisoirement emprunter le pont cyclable renforcé qui se trouve en aval. Les véhicules autorisés sont en premier lieu ceux d’intervention. L'ouverture d'un autre pont n'est pas prévu avant plusieurs mois,. Ce pont piétonnier et cyclable était à l'origine un pont ferroviaire construit au début du 20e siècle. Il a été désaffecté en 1965 lorsque les cars postaux ont remplacé le chemin de fer de la Vallemaggia. Rénové entre 2021 et 2022, il a été ouvert à la circulation en même temps que la nouvelle piste cyclable de 300 mètres. La voie ferroviaire de la Valmaggina, qui reliait Locarno-Ponte Brolla-Bignasco, en passant par Cevio, fut construite en 1905 afin de relier les carrières de la vallée à la ligne ferroviaire du Gothard et à la navigation sur le lac Majeur jusqu'au 28 novembre 1965.